# Jonas Jacobsson
Jonas Jacobsson (* 22. června 1965) je švédský tělesně postižený sportovní střelec. Vyhrál sedmnáct zlatých paralympijských medailí. Narodil se ochrnutý od hrudníku níž, na což se přišlo brzy po porodu. Celý svůj život se proto pohybuje na vozíčku. Pochází z Norrköpingu, ale v současnosti žije v Kolmårdenu ve Švédsku. Studoval na klasické základní škole, bez jakýchkoliv výhod. Je zaměstnaný ve Švédském svazu zdravotně postižených sportovců jako lektor. Má dva bratry, je svobodný, ale v průběhu her v Pekingu přiznal, že je zasnoubený.

## Kariéra
Poprvé startoval na paralympijských hrách ve věku 15 let v roce 1980, kdy se paralympiáda konala v Arnhemu, kde ho trénoval jeho otec. Už odtud si přivezl zlatou medaili z disciplíny vzduchová puška vstoje.
Na mistrovství Evropy 1981 ve Vídni se mu v jednom z finále nedařilo. V rozčilení poslední ránu vůbec nemířil a zasáhl jen sedmičku. Až po závodě zjistil, že i ostatní stříleli špatně a že by mu průměrná devítka zajistila stříbro. On sám tvrdí, že z této lekce se poučil, že nesmí žádný závod vzdávat předem.
Do roku 2004 zvýšil svůj počet paralympijských vítězství na devět, na paralympiádě v Aténách , ale vyhrál všechny čtyři disciplíny a stal se hvězdou her. Za svůj skvělý výkon byl v roce 2005 nominován na cenu Laureus pro nejlepšího zdravotně postiženého sportovce roku.
Na mistrovství světa získal do roku 2008 nejméně patnáct titulů, na mistrovství Evropy ještě o dva víc. Před paralympijskými hrami v Pekingu v roce 2008 si žádné cíle nedával. pod vedením trenéra Anderse Sundella znovu vybojoval další tři zlaté medaile (ve čtvrté soutěži nepostoupil do finále). Po skončení her v Pekingu prohlásil, že pokračování jeho kariéry závisí na tom, zda bude mít stále touhu závodit a zda sežene sponzora.
Nakonec pokračoval dál a zúčastnil se i her v Londýně v roce 2012. Tam vyhrál disciplínu libovolná malorážka na 3x40 ran a obsadil druhé míst ze vzduchové pušky vleže, v dalších dvou disciplínách skončil bez medaile.
Ve Švédsku startuje i na závodech pro nepostižené střelce, ale kvůli sporům o to, zda mají mít zdravotně postižení střelci právo na takových závodech startovat, podobné soutěže v roce 2008 pro klid v přípravě na paralympiádu vynechal.